# 파워 게임
"파워 게임"은 한국에서 제작된 안승호 감독의 1989년 영화이다. 이영구 등이 주연으로 출연하였고 한상훈 등이 제작에 참여하였다.

## 출연

### 주연
- 이영구

## 기타
- 조명: 전영천
- 녹음: 유창국